# Bhujangasana
Bhujangásana em devanagari भूजन्गासन, IAST bhujangāsana pronúnciaⓘ. Uma das posições do Ioga. Faz alusão a cobra naja. É considerado um kundalinyásana, ou seja, uma das posições propícias ao despertamento da kundaliní, desenvolvimento de chakras e estados avançados de consciência.

## Execução
a maioria das escolas aconselha que as maos estejam ao lado da axila,ou ao lado da cintura,pois dessa maneira o peito ficaria mais aberto,e manter o pubis no chão
Em decúbito frontal, coloque as mãos ao lado da cabeça ou um pouco a frente. Os pés e joelhos devem permanecer unidos e ao inspirar eleve o tronco deixando os braços plenamente estendidas. Se a retroflexão ficar muito forte, pode-se usar uma variação mais simples com os cotovelos no chão.
Em algumas escolas, admite-se deixar um pé em cima do outro para facilitar a execução. Em escolas mais ortodoxas, este procedimento é considerado má técnica.

## Galeria

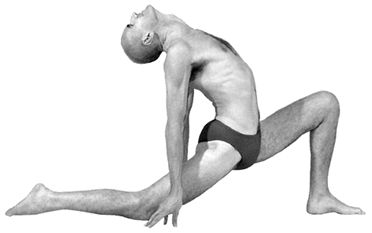
Ardha Bhujangásana.
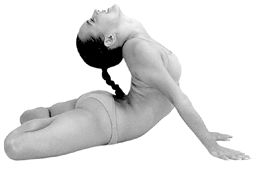
Rája Bhujangásana.
- Ardha úrdhwa bhujangásana
- Mahá bhujangásana
- Vajra bhujangásana
- Padma bhujangásana
- Úrdhwa Bhujangásana ou Úrdhva Mukha SvanasanaÚrdhwa Bhujangásana ou Úrdhva Mukha Svanasana